# Elektra (Strauss)
Elektra (op. 58) ist eine Oper in einem Aufzug von Richard Strauss. Das Libretto schrieb Hugo von Hofmannsthal. Es ist eine nur leicht bearbeitete Fassung seines gleichnamigen Dramas von 1903, das wiederum auf der gleichnamigen Tragödie von Sophokles basiert. Die Uraufführung fand am 25. Januar 1909 im Königlichen Opernhaus Dresden statt. Elektra gehört heute zu den meistgespielten Strauss-Opern.

## Handlung

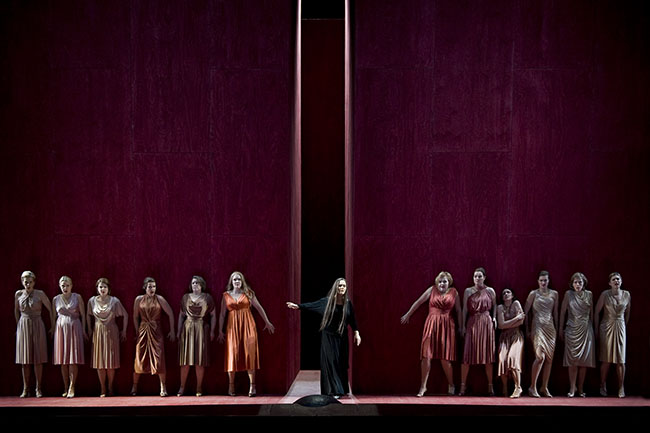
Katarina Dalayman als Elektra, Stockholm 2009

### Vorgeschichte
Nach der Rückkehr Agamemnons aus dem Trojanischen Krieg wurde er von seiner Frau Klytämnestra und ihrem Geliebten Aegisth ermordet. Ihre Tochter Elektra brachte daraufhin ihren kleinen Bruder Orest außer Landes in Sicherheit. Dort wird er zum Rächer seines Vaters erzogen. Am Hof von Mykene hält Elektra als Einzige die Erinnerung an den Mord an ihrem Vater aufrecht und wartet auf den Tag der Vergeltung.

### Inhalt der Oper
Schauplatz ist ein Innenhof gegenüber der Rückseite des Palastes von Mykene.
Vier Mägde ereifern sich über Elektra, die trotz ihres offen gezeigten Hasses weiter am Hofe geduldet wird. Nur eine junge Magd ergreift Partei für Elektra. Sie wird von der Aufseherin ins Haus gestoßen und geschlagen.
Elektra tritt auf. In dieser Stunde, in der Agamemnon im Bad ermordet wurde, gedenkt sie täglich ihres Vaters. Sie malt sich eine blutige Rache an den Mördern und den Mitverschwörern aus. An diesem Tag will sie ein blutiges Fest mit Siegestänzen feiern. Ihre Schwester Chrysothemis reißt sie aus ihren Träumen. Sie warnt Elektra vor ihrer Mutter und deren Gemahl, die sie einsperren und in einen Turm werfen wollen. Chrysothemis will nicht länger auf die Rückkehr ihres Bruders warten und sehnt sich nach Eheglück.
Beide hören, dass die Königin naht. Sie hat wieder einmal schlecht geträumt und will ein Opfer bringen, um die Götter zu versöhnen. Chrysothemis entfernt sich, Elektra jedoch stellt sich der Mutter entgegen. Klytämnestra, die mit Amuletten und Talismanen behängt ist, kommt mit ihrem Gefolge aus dem Palast. Ihre Vertrauten warnen sie vor den heuchlerischen Äußerungen Elektras. Die Königin jedoch schickt die Dienerinnen weg, um allein mit Elektra zu sprechen. Sie hofft von ihrer Tochter zu erfahren, wie sie sich von den Albträumen befreien kann.
Allein mit Elektra, beschreibt die Königin ihre unerklärliche „Krankheit“, gegen die sich alle Bräuche und Opfer bisher als wirkungslos erwiesen haben. Elektra behauptet, ein geeignetes Opfertier zu kennen: eine Frau, deren Namen sie zunächst nicht nennen will. Erst ein Drohen der Königin löst Elektras Zunge. Klytämnestra selbst muss sterben, dann erst hören ihre Träume auf. Mit grausiger Lust beschreibt sie in allen Einzelheiten die Jagd und Tötung der Mutter durch den Rächer Orest. Die Königin ist zunächst entsetzt. Dann kommt ihre Vertraute aus dem Palast und flüstert ihr etwas zu. Mit höhnischem Gelächter verschwindet die Königin im Palast und lässt Elektra alleine zurück.
Chrysothemis kommt jammernd herbei und nennt Elektra den Grund für Klytämnestras plötzliche Freude: Zwei Fremde haben soeben die Nachricht überbracht, dass Orest tot sei. Ein Diener lässt sich ein Pferd satteln und eilt Aegisth entgegen, um ihm diese „freudige Nachricht“ zu überbringen. Elektra versucht nun, Chrysothemis zur Mithilfe bei ihrer Rache zu gewinnen. Sie teilt ihr mit, dass sie das Beil, mit dem Agamemnon getötet wurde, im Hof vergraben hat. Sie verspricht Chrysothemis sogar, nach dieser Tat selbst für ihre Schwester das Hochzeitsbett zu bereiten. Chrysothemis will davon nichts wissen und eilt davon.
Elektra will die Tat selbst vollbringen. Sie sucht nach dem Beil und gräbt es aus. Ein junger Fremder wiederholt ihr gegenüber die Nachricht von Orests Tod. Als sie ihm ihren Namen nennt, ist der Fremde bestürzt über den Anblick Elektras, die so mager und abgezehrt aussieht. Dann gibt er sich als Orest zu erkennen. Mit der Fehlinformation erhoffte er sich leichteren Zugang zum Palast, um den Vater zu rächen. Elektra, die zunächst überglücklich ist, ihren Bruder wiederzusehen, schämt sich zugleich vor Orest. Sie beschreibt ihre Rachegedanken der letzten Jahre, und wie sie hierfür alles geopfert hat, ihre Jugend, ihre Schönheit und ihre Selbstachtung. Als Orests alter Pfleger auftaucht, eilt er mit ihm in den Palast, um den Racheakt auszuführen. Erst als beide fort sind, merkt Elektra, dass sie ihnen das Beil nicht gegeben hat.

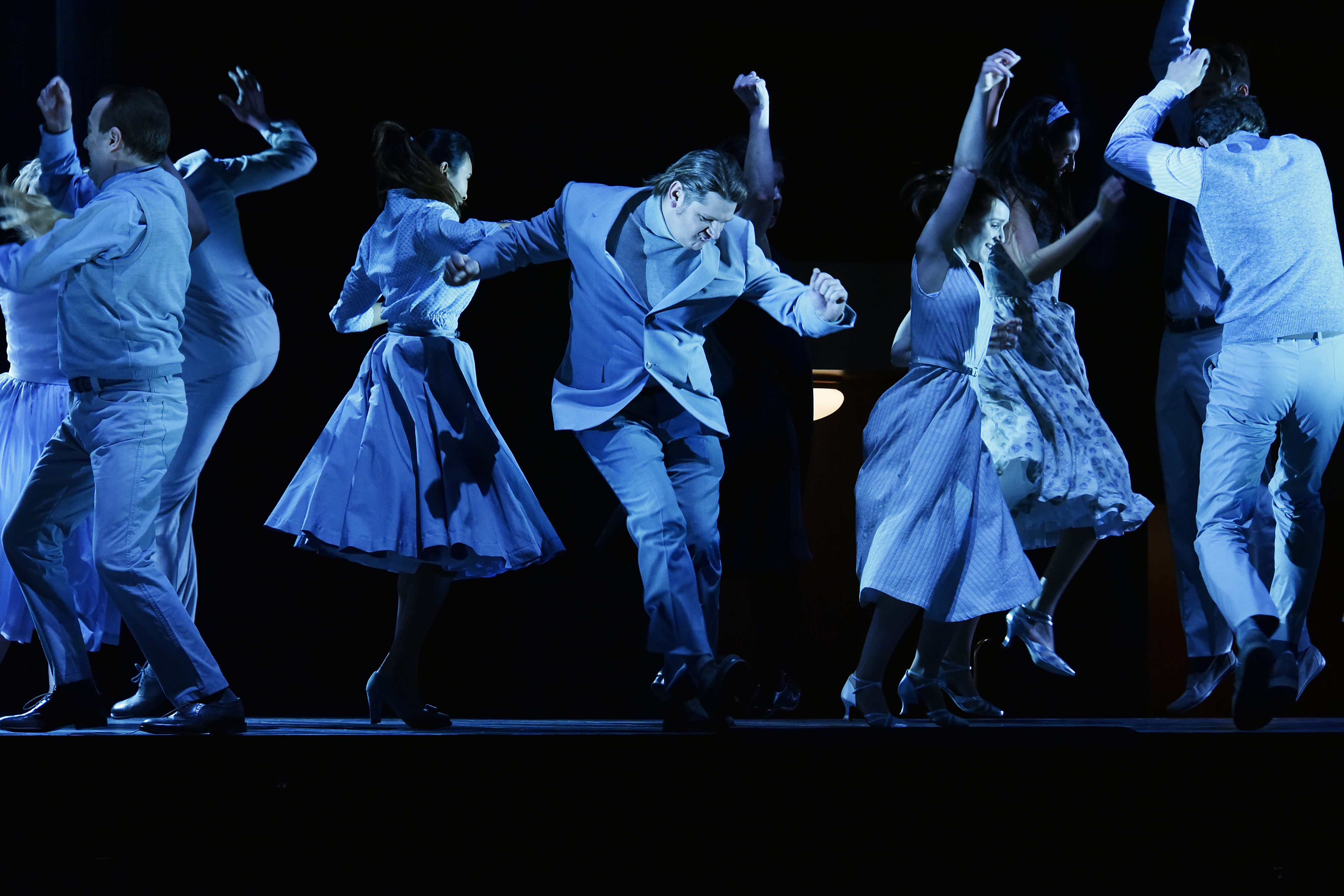
Der Tanz der Elektra in der Inszenierung von Uwe Eric Laufenberg an der Wiener Staatsoper, 2015

Aus dem Palast dringen die Todesschreie der Königin. Als Chrysothemis und die Mägde die Schreie hören, kommen sie herbeigeeilt, werden aber von Elektra am Betreten des Palastes gehindert. Als sich Aegisth nähert, entfernen sich die Frauen. Nur Elektra bleibt, begrüßt ihn mit heuchlerischer Freundlichkeit und leuchtet ihm den Weg in den Palast, wo er von Orest erschlagen wird. Die Anhänger des ermordeten Agamemnon, die Orest zujubeln, metzeln die Parteigänger Klytämnestras und Aegisths nieder. Chrysothemis eilt zu Elektra und beschreibt den blutigen Sieg ihres Bruders. Elektra steigert sich in ekstatische Entrückung, beginnt einen Triumphtanz und bricht danach zusammen. Chrysothemis ruft nach ihrem Bruder: „Orest! Orest!“.

## Werkgeschichte
Nachdem sie sich 1899 in Berlin-Pankow im Hause des Dichters Richard Dehmel kennengelernt hatten, begegneten sich Richard Strauss und Hugo von Hofmannsthal zu Beginn des neuen Jahrhunderts in Paris: eine einschneidende Begegnung für beide Seiten, welche bis zum Tode Hofmannsthals zu einer der erfolgreichsten Arbeitsgemeinschaften der Operngeschichte werden sollte. Noch im selben Jahr bot Hofmannsthal Richard Strauss, wie wohl in Paris abgemacht, ein fertiggestelltes Ballett zur Komposition an, Der Triumph der Zeit. Strauss konnte sich für diesen Ballettentwurf nicht erwärmen, und es kam noch nicht zu einer Zusammenarbeit.
Im Jahre 1903 besuchte Richard Strauss die Uraufführung von Hofmannsthals Tragödie Elektra in Berlin. In seinen Betrachtungen und Erinnerungen schreibt Strauss später:

„Als ich zuerst Hofmannsthals geniale Dichtung im „Kleinen Theater“ in Berlin mit Gertrud Eysoldt sah, erkannte ich wohl den glänzenden Operntext (der es nach meiner Umarbeitung der Orestszene tatsächlich geworden ist) und, wie seinerzeit in Salome, die gewaltige musikalische Steigerung bis zum Schluß: in Elektra nach der nur mit Musik ganz zu erschöpfenden Erkennungsszene der erlösende Tanz, – in Salome nach dem Tanz (als Kernpunkt der Handlung) die grausige Schlußapotheose. [...] Anfangs schreckte mich aber der Gedanke, daß beide Stoffe in ihrem psychischen Inhalt viel Ähnlichkeiten hatten, so daß ich zweifelte, ob ich ein zweites Mal die Steigerungskraft hätte, auch diesen Stoff erschöpfend darzustellen. Jedoch der Wunsch, dieses dämonische, ekstatische Griechentum des 6. Jahrhunderts Winckelmannschen Römerkopien und Goethescher Humanität entgegenzustellen, gewann das Übergewicht über die Bedenken, und so ist Elektra sogar noch eine Steigerung geworden in der Geschlossenheit des Aufbaus, in der Gewalt der Steigerungen, – und ich möchte fast sagen: sie verhält sich zu Salome, wie der vollendetere, stileinheitlichere Lohengrin zum genialen Erstlingswurf des Tannhäuser. Beide Opern stehen in meinem Lebenswerk vereinzelt da: ich bin in ihnen bis an die äußersten Grenzen der Harmonik, psychischer Polyphonie (Klytämnestras Traum) und Aufnahmefähigkeit heutiger Ohren gegangen. [...] Zwei wichtige Forderungen an die Darsteller: ebenso wie Klytämnestra keine alte verwitterte Hexe, sondern eine schöne, stolze Frau von 50 Jahren sein soll, deren Zerrüttung eine geistige, keineswegs ein körperlicher Verfall sein soll, so muß die Marschallin eine junge schöne Frau von höchstens 32 Jahren sein [...].“

Die anfänglichen Bedenken von Strauss konnte Hofmannsthal zerstreuen. Die einzigen Ähnlichkeiten der Stücke bestünden darin, so Hofmannsthal, dass sie Einakter seien, einen Frauennamen trügen, im Altertum spielten und beide in Berlin von der Eysoldt kreiert wurden. Wünsche von Strauss, einen Stoff aus der Renaissance oder der Französischen Revolution zu verfassen, stießen bei Hofmannsthal auf taube Ohren. Er meinte, dass er in absehbarer Zeit keinen anderen Stoff als den der Elektra hervorbringen könne. Schließlich schrieb Strauss am 16. Juni 1906 aus Marquartstein an Hofmannsthal: „Ich beschäftige mich bereits mit der ersten Szene der „Elektra“, es geht aber noch etwas schwer von der Hand.“
Von Beginn an herrscht eine düstere Atmosphäre, der permanente Rachegedanke Elektras zieht sich wie ein Leitfaden durch die ganze Oper. („Vater! Agamemnon, dein Tag wird kommen. Von den Sternen stürzt alle Zeit herab, so wird das Blut aus hundert Kehlen stürzen in dein Grab!“) Klytämnestra, Elektras Mutter und Gegenspielerin, ist eine Frau am Rande des Wahnsinns, mit täglichen Albträumen. („Und dann schlaf ich und träume, träume, dass sich mir das Mark in den Knochen löst …“) Kontrastierend dazu ist die Gestalt der Chrysothemis, die statt auf Rache zu sinnen auf ein glückliches Leben hofft: („Kinder will ich haben … Ich bin ein Weib und will ein Weiberschicksal!“)
Diverse Wünsche von Strauss nahm Hofmannsthal auf und änderte das Libretto nach den Wünschen des Komponisten, um die Handlung noch dramatischer zu gestalten. So weitete er die Orest-Szene aus, so dass Strauss ein Zwischenspiel einfügen konnte, während Elektra ihren wieder zurückgekehrten Bruder betrachtet. Dann wiederholt sie Orests Namen noch drei Mal, und versinkt beinahe in Zärtlichkeiten, bevor sie wieder in eine düstere, rachsüchtige Stimmung verfällt.
Am 11. September 1908 schloss Strauss die Komposition ab, am 22. September beendete er die Partiturniederschrift. Elektra ist reich instrumentiert. Mit 111 Musikern verlangt sie ein noch größeres Orchester als Salome. Die Musik ist gegenüber der Salome härter, herber, dissonanter; sie enthält polytonale Passagen und gewaltige Klangblöcke wie aus Granit. Stilistisch stellt Elektra einen Höhepunkt in Richard Strauss’ Schaffen dar – seine folgenden Werke sind von einer deutlich tonal empfundenen, spätromantischen Ästhetik geprägt.
Am 25. Januar 1909 wurde Elektra, wie bereits Salome vier Jahre zuvor, am Königlichen Opernhaus in Dresden unter dem Dirigat von Ernst von Schuch uraufgeführt. Der Regisseur war Georg Toller. Die Titelpartie sang Annie Krull, die Rolle der Klytämnestra sang Ernestine Schumann-Heink. Margarethe Siems sang die Chrysothemis. Richard Strauss schreibt in seinen Erinnerungen: „Der Erfolg der Premiere war, was ich, wie gewöhnlich, erst nachträglich erfuhr, ein anständiger Achtungserfolg. Angelo Neumann telegraphierte nach Prag sogar „Durchfall“! Jetzt gilt vielen „Elektra“ als Höhepunkt meines Schaffens! Andere stimmen für die „Frau ohne Schatten“! Das große Publikum schwört auf den „Rosenkavalier“! Man muß zufrieden sein, als deutscher Komponist, es so weit gebracht zu haben.“
| Rolle                                           | Stimmlage            | Uraufführung Dresden, 29. Januar 1909 | Berliner Hofoper 15. Februar 1909 | Wiener Hofoper 24. März 1909 |
| ----------------------------------------------- | -------------------- | ------------------------------------- | --------------------------------- | ---------------------------- |
| Elektra, Tochter Agamemnons                     | Sopran               | Annie Krull                           | Thila Plaichinger                 | Lucille Marcel               |
| Chrysothemis, ihre Schwester                    | Sopran               | Margarethe Siems                      | Frances Rose                      | Lucie Weidt                  |
| Klytämnestra, deren Mutter, Herrscherin Mykenes | Mezzosopran oder Alt | Ernestine Schumann-Heink              | Marie Goetze                      | Anna von Bahr Mildenburg     |
| Aegisth, Klytämnestras neuer Gemahl             | Tenor                | Johannes Sembach                      | Wilhelm Grüning                   | Erik Schmedes                |
| Orest, Elektras Bruder                          | Bariton              | Karl Perron                           | Johannes Bischoff                 | Friedrich Weidemann          |
| Der Pfleger des Orest                           | Bariton              | Julius Puttlitz                       | Josef Mödlinger                   | Carl Reich                   |
| Die Vertraute                                   | Sopran               | Gertrud Sachse                        | Charlotte Lindemann               | Bella Paalen                 |
| Die Schleppträgerin                             | Sopran               | Elisabeth Böhm van Endert             | Grete Parbs                       | Marie Morawetz               |
| Ein junger Diener                               | Tenor                | Fritz Soot                            | Kurt Sommer                       | Arthur Preuß                 |
| Ein alter Diener                                | Bass                 | Franz Nebuschka                       | Ernst Grün                        | Ferdinand Marian             |
| Die Aufseherin                                  | Sopran               | Riza Eibenschütz                      | Ida von Scheele-Müller            | Jenny Pohlner                |
| Die erste Magd                                  | Alt                  | Franziska Bender-Schäfer              | Margarethe Arndt-Ober             | Hermine Kittel               |
| Die zweite Magd                                 | Mezzosopran          | Magdalene Seebe                       | Therese Rothauser                 | Anni Pardo                   |
| Die dritte Magd                                 | Mezzosopran          | Irma Tervani                          | Marie Ekeblad                     | Bella Paalen                 |
| Die vierte Magd                                 | Sopran               | Anna Zoder                            | Marie Dietrich                    | Anna Jandl-Eder              |
| Die fünfte Magd                                 | Sopran               | Minnie Nast                           | Mafalda Salvatini                 | Gertrude Förstel             |
|                                                 |                      |                                       |                                   |                              |
| Dirigent                                        |                      | Ernst von Schuch                      | Leo Blech                         | Hugo Reichenberger           |
| Inszenierung                                    |                      |                                       | Georg Droescher                   |                              |

Unmittelbar nach der Uraufführung setzte das Werk seinen Siegeszug um den Erdball fort. Am 15. Februar 1909 präsentierte die Königliche Hofoper zu Berlin das Werk, dirigiert von Leo Blech und inszeniert von Georg Droescher. Am 24. März 1909 fand die Wiener Erstaufführung statt – mit der Debütantin Lucille Marcel in der Titelpartie, mit Anna von Mildenburg als Klytemnästra, Lucie Weidt als Chrysothemis, Erik Schmedes als Aegisth und mit Friedrich Weidemann als Orest, es dirigierte Hugo Reichenberger. Nach dem Erscheinen des Rosenkavaliers und nach dem Ersten Weltkrieg wurde es etwas ruhiger um das Werk. Heute ist Elektra ein fester Bestandteil des Repertoires der Opernhäuser.

## Orchesterbesetzung
Die Orchesterbesetzung der Oper enthält die folgenden Instrumente:
- Holzbläser: Piccolo, drei Flöten (3. auch Piccolo), drei Oboen (3. auch Englischhorn), Heckelphon, Es-Klarinette, vier Klarinetten, zwei Bassetthörner, Bassklarinette, drei Fagotte, Kontrafagott
- Blechbläser: acht Hörner (5.–8. auch je zwei [Wagner]tuben in B und in F), sechs Trompeten, Basstrompete, drei Posaunen, Kontrabassposaune, Kontrabasstuba
- sechs bis acht Pauken (zwei Spieler), Schlagzeug (drei bis vier Spieler): Glockenspiel, Triangel, Becken, Tamtam, Tamburin, kleine Trommel, große Trommel, zwei Kastagnetten, Rute
- Celesta (ad libitum)
- zwei Harfen (ggf. verdoppelt)
- Streicher: acht Violinen I, acht Violinen II, acht Violinen III, sechs Bratschen I, sechs Bratschen II, sechs Bratschen III, sechs Violoncelli I, sechs Violoncelli II, acht Kontrabässe

## Aufnahmen (Auswahl)
- Dimitri Mitropoulos, Chor und Orchester des Maggio Musicale Fiorentino, Martha Mödl (Elektra), Anny Konetzni (Klytämnestra), Daniza Ilić (Chrysothemis), Franz Klarwein (Aegisth), Hans Braun (Orest), Wilhelm Felden, Dorothea Frass, Aenne Michalsky, Josef Schmidinger, Ljubomir Pantscheff, Charlotte Markus, Gertrud Burgsthaler-Schuster, Polly Batic, Katia Sabo, Dagmar Schmedes, Friedl Riegler; Florenz 1951
- Karl Böhm (D), Staatskapelle Dresden, Inge Borkh (Elektra), Marianne Schech (Chrysothemis), Jean Madeira (Klytämnestra), Dietrich Fischer-Dieskau (Orest), Fritz Uhl (Aegisth), Deutsche Grammophon 445 329-2, 1961
- Herbert von Karajan (D), Wiener Philharmoniker, Astrid Varnay (Elektra), Martha Mödl (Klytämnestra), Hildegard Hillebrecht (Chrysothemis), Eberhard Waechter (Orest), James King (Aegisth), Orfeo C 298922 I, 1992,  Livemitschnitt Salzburger Festspiele 17. August 1964.
- Georg Solti (D), Wiener Philharmoniker, Birgit Nilsson (Elektra), Marie Collier (Chrysothemis), Regina Resnik (Klytämnestra), Tom Krause (Orest), Gerhard Stolze (Aegisth), Decca 475 8231, 1968, Remastering 2007. Gesamtaufnahme bei YouTube
- Claudio Abbado (D), Chor und Orchester der Wiener Staatsoper, Harry Kupfer (R), Eva Marton (Elektra), Brigitte Fassbaender (Klytämnestra), Cheryl Studer (Chrysothemis), James King (Aegisth), Franz Grundheber (Orest), Wien 1989, Aufzeichnung der Aufführung vom ORF 1989 bei YouTube. DVD: Arthaus Musik GmbH 2006, ISBN/GTIN 0807280004991.
- Esa-Pekka Salonen (D), Orchestre de Paris, Patrice Chéreau (R), Evelyn Herlitzius (Elektra), Waltraud Meier (Klytämnestra), Adrianne Pieczonka (Chrysothemis), Tom Randle (Aegisth), Mikhail Petrenko (Orest), Harmonia Mundi 2014, DVD (erhielt den International Opera Award 2015) Gesamtaufnahme auf YouTube